# Oecetis sunyani
Oecetis sunyani är en nattsländeart som beskrevs av Gibbs 1973. Oecetis sunyani ingår i släktet Oecetis och familjen långhornssländor. Inga underarter finns listade i Catalogue of Life.